# Monte Hayes
El monte Hayes es la montaña más alta de la cordillera oriental de Alaska o cordillera Hayes, localizado a  unos 160 km al este de Denali y justo al lado del monte Deborah. A pesar de no ser uno de los «catorcemiles» (fourteener, montañas de más de 14 000 pies) con sus 4216 m es uno de los picos más altos de los Estados Unidos en términos de elevación sobre el terreno local. Por ejemplo, la cara noreste se eleva 2440 m en aproximadamente 3,2 km. Por prominencia topográfica, con 3501 m, el monte Hayes es el 51.º en el mundo, el 6º de EE. UU. y el 4.º de Alaska. Es también el  4000 más septentrional de Alaska, de Estados Unidos y de Norteamérica. 
Los glaciares Susitna y West Fork, área de origen del río Susitna, se encuentran al sur y suroeste del monte Hayes. El flanco occidental drena hacia el norte a través del glaciar Hayes hasta el arroyo Delta, un afluente por la margen izquierda del río Tanana.

## Historia

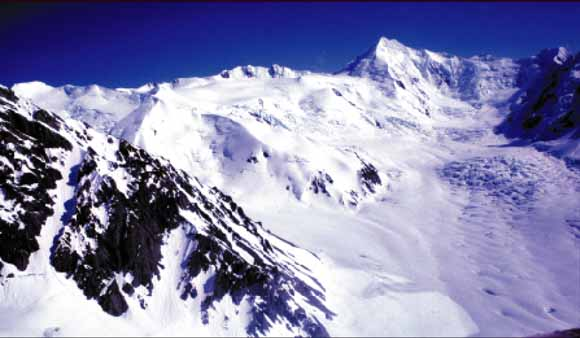
Detalle de la cima

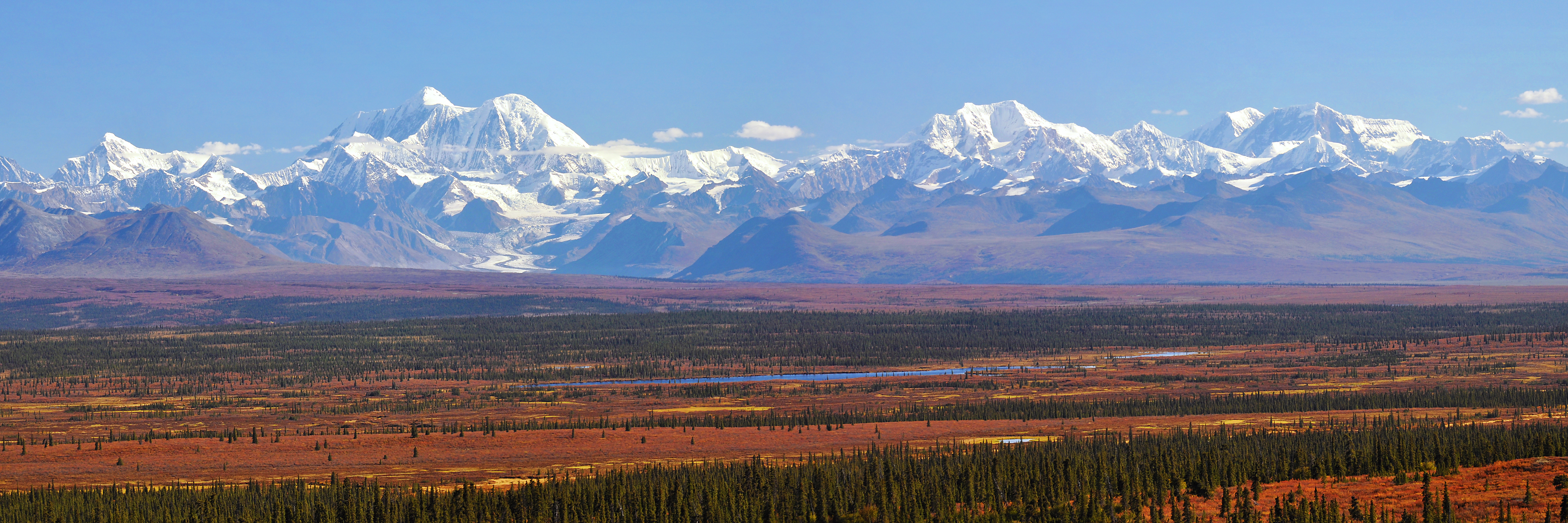
El monte Hayes y las montañas orientales de la cordillera de Alaska, como se ven desde la autopista Denali

Fue nombrado en 1898 por W. J. Peters y A.H. Brooks del Servicio Geológico de los Estados Unidos (USGS) en reconocimiento de Charles Willard Hayes (1858-1916), un geólogo del mismo USGS.
El monte Hayes fue escalado por primera vez el 1 de agosto de 1941 por un equipo dirigido por Bradford Washburn sobre la cresta norte, en el que participaban Barbara Washburn, Benjamin Ferris, Sterling Hendricks, Henry Hall y William Shand. La ruta estándar de hoy es la East Ridge (Alaska Grado 2+). El monte Hayes no se sube con frecuencia debido a su lejanía y a las consiguientes dificultades de acceso. [cita requerida]